# Gräberfeld von Kinding-Ilbling

Lange von Kinding

Das hallstattzeitliche (ca. 800–450 v. Chr.) Gräberfeld von Kinding-Ilbling befindet sich im oberbayerischen Landkreis Eichstätt nahe der Autobahn A9. Es liegt zum größeren Teil auf einer unregelmäßig überfluteten Niederterrasse, die weitflächig von Auesedimenten bedeckt ist. Unter dem Sediment befinden sich die optimal konservierten Hügel.

## Die Ausgangslage
Das mit mehreren 100 Hügeln auf ca. fünf Hektar Fläche überdurchschnittlich große Grabhügelfeld wurde im Mai 1995 auf Luftbildern entdeckt. An jenen Stellen, an denen sich im Untergrund Steinpackungen und Steinkreise befinden, zeigten sich die üblichen "negativen Bewuchsmerkmale". Die noch 1995 erfolgte 10-monatige Ausgrabung wurde durch geplante Baumaßnahmen unumgänglich. Bei den Grabungen wurde augenfällig, dass sich im Luftbild nur jene Hügel gezeigt hatten, die bis knapp an die heutige Erdoberfläche heranreichen. Die meisten kleineren Grabhügel waren dagegen unerkennbar und wurden erst durch geomagnetische, geoelektrische und Bodenradarmessungen entdeckt.

## Der Grabungsbefund
Auf der 2500 m² großen Grabungsfläche wurden 12 Grabhügel mit Durchmessern zwischen fünf und 35 m dokumentiert, davon acht mit Steinpackungen bzw. Steinkränzen. Neben einem kleinen Brandgrab mit Stele fanden sich zwischen den Hügeln viele Details, die Einblick in die Dynamik der intensiv genutzten Nekropole erlauben.
Die Hügel waren von einem Steinkranz oder einer breiten Steinlage umgeben. Die Mehrzahl enthielt eine hölzerne Grabkammer inmitten einer zentralen, vorwiegend rechteckigen Steinpackung aus Jurakalk. Im Zentrum der Grundrisse, die sich zwischen fünf und 11 m bewegen, befanden sich die hölzernen Kammern. Partiell wiesen eingesunkene Steinabdeckungen auf die Lage der ursprünglichen Kammer, deren Fragmente noch in beachtlichem Umfang existierten. Die Kammern haben eine Basisfläche von 4 bis 36 m². Zwischen den mittels Steinen gefassten Hügeln befanden sich Erdhügel, die sich allerdings nur schemenhaft abzeichneten.

## Grabhügel 1
Grabhügel 1 zählt mit ca. 36 Metern Durchmesser zu den größten im nördlichen Oberbayern. Die annähernd quadratische zentrale Steinpackung maß ca. 11,7 m, bei einer Höhe von etwa 1,5 m. Die auf wenige Zentimeter zusammengedrückte Kammer hatte eine Ausdehnung von ca. 6,90 × 6,05 m. In ihr fanden sich neben kalzinierten Menschen- und Tierknochen zwei vollständige Wagenräder, sowie Fragmente zweier weiterer, jeweils mit den Resten der Nabenbeschläge. Hinzu kommen zwei identische Schöpfkellen aus rötlichem Ton. Die Bestattung wurde als Rest verbrannter Knochen nachgewiesen.
Als außerordentliche Beigaben fanden sich Modelle aus rötlichbraunem Ton, wie:
- ein vierspeichiges Rad mit einem Durchmesser von etwa 8,5 cm
- eine etwa 11,7 cm lange, sorgfältig modellierte Tonhand
- ein ovales schildförmiges Objekt.

Der einzige Vergleichsfund stammt aus einem hallstattzeitlichen Grabhügel von Prächting in Oberfranken. Während die Hand und das "Schildobjekt" regional keine Parallelen besitzen, kommen Räder im hallstattzeitlichen Kontext häufiger vor, etwa im nur wenige Kilometer entfernten Beilngries.

## Grabhügel 8
Hügel 8, mit einem Durchmesser von 10,5 m, war im Unterschied zu Hügel 1 ohne Steineinbauten erstellt. Im Zentrum wurden die Holzreste einer rechteckigen, etwa 2,5 m² großen Grabkammer entdeckt. In ihr fanden sich zwei gut erhaltene Skelette einer Doppelbestattung. Die anthropologische Bestimmung ergab einen frühmaturen Mann und eine spätadulte Frau. Insgesamt 16 der eingebrachten Gefäße waren trotz der vorzeitlichen Beraubung erfassbar. Zwischen Becken und Brustkorb des männlichen Skeletts lag ein eiserner Gürtelhaken, der es ermöglichte die Bestattung in die späte Hallstattzeit zu datieren.
Ein außergewöhnlicher Antennendolch bzw. ein Kurzschwert mit Ortband, geringen Resten der hölzernen Scheide und einem Elfenbeingriff gehört zu den exquisiten Funden dieser Nekropole. Die massiven Antennen weisen an den Enden antithetisch angeordnete, nur flach modellierte Tierköpfe auf, die wohl als stilisierte Raubtierköpfe anzusprechen sind. Die Stilisierung folgt mediterraner Einflussnahme.
Die Nekropole belegt auch die Mannigfaltigkeit der hallstattzeitlichen Beerdigungssitten und die weitläufigen Kontakte des Standortes im pankeltischen Raum. Sie enthielt:
- Skelett- und Brandbestattungen,
- birituelle Mehrfachbestattungen,
- Hinweise auf Scheiterhaufen (unter den Hügeln),
- Scherbenpflaster und Brandspuren
- Nachbestattungen in Steinpackungen